# 山梨県道616号島上条宮久保絵見堂線
山梨県道616号島上条宮久保絵見堂線（やまなしけんどう616ごう しまかみじょうみやくぼえみどうせん）は、山梨県甲斐市島上条から韮崎市穂坂町宮久保を経て、韮崎市藤井町駒井まで至る一般県道である。

## 概要
中央自動車道の北部を通り、茅ヶ岳の山麓地域である韮崎市穂坂などを経由して国道141号まで至る路線である。甲斐市大垈から韮崎市穂坂までの区間は山間部であることから狭隘区間が多く、夜間の通行には注意が必要となる。
近年、甲斐市大垈地区内において、新たにバイパスが建設された。

### 路線データ
- 起点：山梨県甲斐市島上条（上町交差点＝山梨県道101号敷島竜王線交点）
- 終点：山梨県韮崎市藤井町北下條（絵見堂交差点＝国道141号交点）
- 延長：約14km

## 重複区間
- 甲斐市（上町交差点・西町交差点間）：山梨県道101号敷島竜王線
- 甲斐市島上条（西町交差点）・甲斐市龍地間：山梨県道6号甲府韮崎線
- 韮崎市穂坂町宮久保・韮崎市藤井町（絵見堂交差点）間：山梨県道27号韮崎昇仙峡線

## 通過する自治体
- 山梨県
  - 甲斐市 - 韮崎市

## 交差・接続する道路
- 山梨県道101号敷島竜王線（甲斐市・上町交差点、西町交差点）
- 山梨県道6号甲府韮崎線（甲斐市）
- 山梨県道27号韮崎昇仙峡線（韮崎市穂坂町・宮久保交差点）
- 国道141号（韮崎市藤井町・絵見堂交差点）
- 中央自動車道（計画中）（甲斐IC）[1]

## 周辺
- 敷島島上条郵便局
- 甲斐市役所 敷島庁舎
- 甲斐市役所 敷島第二庁舎
- 甲斐市立敷島中学校
- 甲斐市立双葉東小学校
- 韮崎市立穂坂小学校
- 韮崎市立穂坂保育園
- 穂坂郵便局
- 韮崎市立韮崎北東小学校
- 韮崎藤井郵便局